# Хашиг, Руслан Мканович
Руслан Мканович Хашиг (15 июня 1959, с. Хуап, Гудаутский р-н, Абхазская АССР) — советский и абхазский журналист, публицист, заслуженный журналист Республики Абхазия (1992), заслуженный работник культуры Республики Абхазия, лауреат Международной премии Конфедерации журналистских союзов, кавалер ордена «Ахьдз-Апша» III степени, председатель Союза Журналистов Абхазии с 2016 года.

## Биография
В 1976 окончил Цандрыпшскую СШ № 1.
В 1977—1980 — студент филологического факультета СГПИ.
В 1980—1983 — студент факультета журналистики МГУ им. М. Ломоносова.
В 1983—1985 проходил военную службу в рядах советской армии.
В 1985—1990 — переводчик, корреспондент отдела писем, корреспондент отдела промышленности и транспорта редакции газеты «Апсны».

В 1990—1994 — главный редактор, директор студии телевидения АГТРК, внештатный корреспондент дирекции информационных программ первого канала «Останкино». 
Редакция Абхазского телевидения была единственной организацией в Абхазии, которая эвакуировалась по законам войны. За три дня мы полностью эвакуировались из Сухума в Гудауту, за четыре — создали там базу, и все это без перерыва в вещании. 
В 1991—1995 — внештатный корреспондент дирекции информационных программ первого канала «Останкино».
В 1995—1997 — собственный корреспондент ОРТ в Абхазии
В 1997—1998 — корреспондент НТВ в Абхазии
В 1995—2003 — преподаватель кафедры журналистики АГУ.
В 1998—2003 г. Руслан Хашиг был пресс-секретарем первого Президента Абхазии Владислава Ардзинба, директором информационного агентства «Апсныпресс», затем председателем АГТРК.
В 2003—2004 — председатель АГТРК.
С 2006 г. генеральный директор первой независимой телекомпании «Абаза-ТВ».
В 2004—2006 — корреспондент НТВ в Абхазии.
С 2006 — генеральный директор телекомпании «Интер-ТВ» — «Абаза-ТВ».
Член Общественной палаты четырех созывов — председатель комиссии по информационной политике и свободе слова.
В 2016 г. был избран председателем Союза журналистов Республики Абхазия.

## Награды
кавалер ордена «Ахьдз-Апша» III степени
Заслуженный журналист РА (2014).

## Семья
Отец — Мкан Чифович Хашиг (1928—2009)
Мать — Арда Мадовна Инапха (1925—2012)